# Coupe arabe des nations de football 1963
Navigation
Koweït 1964
Les Coupe arabe des nations 1963 opposent cinq nations arabes et se déroulent au Koweït. Il s'agit de la 1re édition de cette compétition qui se déroule à Beyrouth, au Liban. Se déroulant du 31 mars au 7 avril 1963, la compétition s'est déroulée sous forme de championnat mettant aux prises cinq nations différentes. 
C'est la Tunisie qui remporte la compétition de football pour la première fois lors de cette édition grâce à ses 4 victoires lui permettant d'obtenir 8 points, sachant que 4 matchs se sont déroulés et que chaque victoires rapportent 2 points. La Syrie prend la seconde place alors que le Liban décroche la troisième place.

## Participant
Les 5 équipes participantes sont :
- Jordanie
- Koweït
- Liban (pays hôte)
- Syrie
- Tunisie

## Compétition

### Classement
| Rang | Équipe   | Pts | J | G | N | P | Bp | Bc | Diff |  | Résultats (▼ dom., ► ext.) |  |     |     |     |     |
| ---- | -------- | --- | - | - | - | - | -- | -- | ---- |  | -------------------------- |  | --- | --- | --- | --- |
| 1    | Tunisie  | 8   | 4 | 4 | 0 | 0 | 11 | 1  | +10  |  | Tunisie                    |  | 1-0 | 1-0 | 5-1 | 4-0 |
| 2    | Syrie    | 6   | 4 | 3 | 0 | 1 | 9  | 4  | +5   |  | Syrie                      |  |     | 3-2 | 3-1 | 3-0 |
| 3    | Liban    | 4   | 4 | 2 | 0 | 2 | 9  | 7  | +2   |  | Liban                      |  |     |     | 4-2 | 3-1 |
| 4    | Koweït   | 2   | 4 | 1 | 0 | 3 | 8  | 12 | -4   |  | Koweït                     |  |     |     |     | 4-0 |
| 5    | Jordanie | 0   | 4 | 0 | 0 | 4 | 1  | 14 | -13  |  | Jordanie                   |  |     |     |     |     |

### Résultats
| 31 mars 1963 | Syrie | 4–0 | Jordanie | Cité sportive Camille-Chamoun, Beyrouth      |
|              |       |     |          | Spectateurs : 20,000 Arbitrage : Atef Sinane |

| 31 mars 1963 | Liban | 6–0 | Koweït | Cité sportive Camille-Chamoun, Beyrouth        |
|              |       |     |        | Spectateurs : 20,000 Arbitrage : Muvahhit Afir |

| 2 avril 1963 | Koweït | 4–0 | Jordanie | Cité sportive Camille-Chamoun, Beyrouth           |
|              |        |     |          | Spectateurs : 7,000 Arbitrage : Sarkis Demirdjian |

| 2 avril 1963 | Tunisie | 1–0 | Syrie | Cité sportive Camille-Chamoun, Beyrouth       |
|              |         |     |       | Spectateurs : 7,000 Arbitrage : Muvahhit Afir |

| 4 avril 1963 | Liban | 2–3 | Syrie | Cité sportive Camille-Chamoun, Beyrouth        |
|              |       |     |       | Spectateurs : 10,000 Arbitrage : Muvahhit Afir |

| 4 avril 1963 | Tunisie | 4–0 | Jordanie | Cité sportive Camille-Chamoun, Beyrouth      |
|              |         |     |          | Spectateurs : 10,000 Arbitrage : Atef Sinane |

| 6 avril 1963 | Tunisie | 5–1 | Koweït | Cité sportive Camille-Chamoun, Beyrouth               |
|              |         |     |        | Spectateurs : 5,000 Arbitrage : Khatchadour Boyadjian |

| 6 avril 1963 | Liban | 5–0 | Jordanie | Cité sportive Camille-Chamoun, Beyrouth       |
|              |       |     |          | Spectateurs : 5,000 Arbitrage : Muvahhit Afir |

| 7 avril 1963 | Syrie | 4–0 | Koweït | Cité sportive Camille-Chamoun, Beyrouth      |
|              |       |     |        | Spectateurs : 20,000 Arbitrage : Atef Sinane |

| 7 avril 1963 | Liban | 0–1 | Tunisie | Cité sportive Camille-Chamoun, Beyrouth        |
|              |       |     |         | Spectateurs : 20,000 Arbitrage : Muvahhit Afir |

## Vainqueur
| Vainqueur de la Coupe arabe des nations de football 1963 Tunisie 1er titre |